# Eleonorenwald
Der Eleonorenwald ist ein Waldgebiet im Grenzbereich der Landkreise Emsland und Cloppenburg in Niedersachsen. Mit einer Fläche von 2.065 Hektar ist er das größte zusammenhängende Waldgebiet eines Waldbesitzers im westlichen Niedersachsen.

## Lage
Der größere südliche Teil des Eleonorenwaldes liegt auf dem Gebiet der Gemeinde Vrees in der Samtgemeinde Werlte und gehört zum Landkreis Emsland, der kleinere Teil mit rund 750 Hektar liegt auf dem Gebiet der Stadt Friesoythe und gehört zum Landkreis Cloppenburg.

## Naturschutzgebiet
Zwei kleine Teilflächen des Eleonorenwaldes sind als Naturschutzgebiet und FFH-Gebiet ausgewiesen: Das rund 55 Hektar große FFH- und Naturschutzgebiet „Langelt“, bei dem es sich um einen der wenigen historisch alten Laubwaldstandorte des Emslandes, einem Alteichen-Hudewald auf einer flachwelligen Geest mit Restflächen früherer Heiden mit Pfeifengras sowie einigen Tümpel mit Birken, handelt sowie ein Teil des knapp 100 Hektar großen Naturschutzgebietes „Markatal“. Weitere Bereiche des Eleonorenwaldes unterliegen einem gesetzlichen Biotopschutz.

## Bewirtschaftung
Die Herzöge von Arenberg ließen überwiegend von 1880 bis 1930 auf vormaligen Heideflächen Kiefernwälder zur Grubenholzproduktion aufforsten. Dabei wurde große Flächen mit einem Dampfpflugsystem kultiviert. Der Wald wurde benannt nach der Herzogin Eleonore von Arenberg. Seit 1928 wird der Eleonorenwald von der Arenberg-Meppen GmbH bewirtschaftet, heute eine gemeinnützige Forst- und Grundbesitzverwaltung. Nachdem ein Orkan am 13. November 1972 den größten Teil der meist älteren Kiefernwälder niedergerissen hatte, wurden neue Wälder aus Lärchen-, Fichten- und Kiefernarten sowie Douglasien gepflanzt, sodass das Waldgebiet heute von Nadelmischwäldern geprägt wird. Die besonders im Osten des Waldgebietes noch vorhandenen älteren Kiefern- und Lärchenwälder sind zwischen 1990 und 2010 mit verschiedenen Baumarten unterpflanzt und daher zu strukturreichen naturnahen Wirtschaftswäldern fortentwickelt worden. Der Eleonorenwald ist heute der zuwachs- und vorratsreichste Wirtschaftswald des waldarmen Emslandes. Der Eleonorenwald ist der größte Teil des gleichnamigen Forstreviers, zudem auch der 230 Hektar umfassende Kaufwald beim benachbarten Ort Markhausen im Stadtgebiet Friesoythe gehört.

## Tourismus
Der Eleonorenwald verfügt über rund 40 Kilometer ausgebaute Forstwirtschaftswege, auf denen Fuß- und Radwanderer den Wald erkunden können. Zwischen den Orten Neuvrees und Vrees befindet sich auf rund sechs Kilometern Gesamtlänge eine öffentliche Schotterstraße, an dem zwei von den Dorfgemeinschaften Neuvrees sowie Vrees errichteten Wetterschutzhütten mit Rastgelegenheit liegen.

## Wisentgehege im „Wildpark“
Im Nordwesten des Waldgebietes gab es auf zuletzt 1.001 Hektar ein umzäuntes Jagdgehege, das Anfang des 20. Jahrhunderts als Wildpark für Rothirsche angelegt worden war. In diesem Bereich wurde von 2005 bis 2008 versucht, Wisente anzusiedeln. Der Wisent ist der letzte Vertreter der Wildrindarten des europäischen Kontinents. Er hat eine Kopfrumpflänge von etwas über drei Metern, eine Schulterhöhe von bis zu zwei Metern und ein Gewicht von bis zu einer Tonne. Am 22. Dezember 2005 wurden drei Kühe und ein Bulle in das Wildgatter ausgewildert. Besichtigungsfahrten mit Planwagen mit Führungen wurden vom Forstdienstbezirk Eleonorenwald angeboten. Das Projekt scheiterte an einem Streit um die Gefährlichkeit der Wisente zwischen der Gemeinde Vrees und dem Landkreis Emsland einerseits und der Grundeigentümerin Arenberg-Meppen GmbH, da die Gemeinde das Gelände der Öffentlichkeit frei zugänglich machen wollte. Die Waldbesitzerin und das Umweltministerium als Kooperationspartner hielten die Wisente dagegen für zu gefährlich, um das Gehege für Fußgänger zugänglich zu machen und beendigten den beiderseitigen Nutzungsvertrag einvernehmlich. Die inzwischen auf acht Wisente angewachsene Herde mussten in die Döberitzer Heide in Brandenburg umgesiedelt werden, der Wisentbulle musste wegen seiner Gefährlichkeit nach Belgien gegeben werden. Im Friesoyther Ortsteil Neuvrees an der Feldstrasse erinnert ein schon 2008 errichtetes Wisentdenkmal (dargestellt durch einen Kunststoff-Bison) an das später beendete Projekt.